# تای جیا
تای جیا(چینی:太甲) زاده شده با نام زی(چینی:子至) پسر تای دینگ(چینی:太丁) شاهی بود از شاهان دودمان شانگ در چین.
سیما کیان، نویسنده و تاریخنگار هان، در کتاب شیجی، او را چهارمین شاه شانگ دانسته است ک پس از عموهایش وای بینگ(چینی:外丙) و زونگ رن(چینی:仲壬) در سال 1535 پیش از میلاد در تختگاه بو(چینی:亳)به شاهی نشست و وزیر او یی یین(چینی:伊尹) بود.
او پادشاهی مستبد بود و با مردم به ستم رفتار می‌کرد و قوانین خود را می شکست. یی یین، سرانجام او را به کاخ تونگ(چینی:桐宫) تبعید کرد.
کتیبه نگاری بر استخوان و لاک لاک پشتان، جیا گو ون، نیز از هه دان جیا نام برده و او را سومین شاه شانگ دانسته که به دا جیا مشهور بوده است و پس از برادرش بو بینگ(چینی:卜丙) فرمانروایی یافته است.